# NGC 2154
NGC 2154 ist ein offener Sternhaufen vom Typ IrS in der Großen Magellanschen Wolke, im Sternbild Schwertfisch. Der Sternhaufen wurde am 2. November 1834 von dem Astronomen John Herschel entdeckt.